# Сиротинин, Андрей Николаевич
Андре́й Никола́евич Сироти́нин (1864, Дятьково — 1922, Саратов) — русский писатель

, филолог и переводчик; брат эсера Н. Н. Сиротинина.

## Биография
Андрей Сиротинин родился в 1864 году в семье главного инженера Дятьковского хрустального завода.
В 1888 году окончил историко-филологический факультет Московского университета.
В 1890-е годы — преподаватель древних языков в Петровской гимназии.
В 1903—1915 годы — учитель русского языка в варшавских гимназиях. С 1916 года проживал в Москве, в 1920 году переехал к брату Николаю в Саратов.
В 1920—1922 годы — доцент Саратовского государственного университета. Читал лекции по истории русского языка и вел практические занятия.
Андрей Николаевич Сиротинин скончался от холеры в 1922 году.

## Творчество
Помимо преподавательской деятельности, занимался литературой, переводами, писал статьи по истории русского театра.
Перевёл с древнегреческого и латыни «Стихотворения Феокрита» (1890), комедию Теренция «Формион» (Журнал Министерства Народного Просвещения, 1900).
С начала XX века Сиротинин от занятий античностью отошел и всецело посвятил себя поэзии западных славян. Он переводил поэтов Польши, Чехии, Словакии и балканских народов; одними из лучших считаются его переложения из верхнелужицкой и нижнелужицкой литератур, переводы из поэзии кашубов. Итогом этих занятия стала книга А. Н. Сиротинина «С родных полей: Не свои стихи» (Петроград, 1916). В это издание помимо переводов присоединены собственные стихотворения Сиротинина, а также обширные научные комментарии.
Написал «Жизнеописание К. Ф. Рылеева» (Русский Архив, 1890, № 6) и дополнение к нему «Рылеев и Немцевич» (Русский Архив, 1898, № 1), им созданы «Беседы о русской словесности» (Санкт-Петербург, 1909, 1910, 1913), «Чешская грамматика с хрестоматией» и словарь «Как научиться по-чешски» (Варшава, 1910).
Является автором многих статей по истории русского театра, среди которых «Очерк развития русского сценического искусства» («Артист», 1891, № 16 и 18, и 1893, № 26).

## Произведения
- Из чтений по народной словесности. Варш., 1911
- Беседы о русской словесности. СПб., 1913
- Россия и славяне. СПб., 1913
- С родных полей: Не свои стихи. Пг., 1916
- Иван Вазов: Личность и творчество. Соф., 1922
- Жизнеописание К. Рылеева // РА. 1890. N 6
- Очерк развития русского сценического искусства // Артист. 1891. N 16, 18; 1893. N 26
- Рылеев и Немцевич // РА. 1898. N 1. ЛИТ.: Брокгауз; СДР.